# Hunter (album)
Pour les articles homonymes, voir Hunter.
Albums de A Life Once Lost
A Great Artist
(2003) Iron Gag
(2007)
Hunter est le troisième album studio du groupe de Metalcore américain A Life Once Lost. L'album est sorti le 28 juin 2005 sous le label Ferret Records.
Une édition Deluxe de l'album contient également un DVD.

## Liste des morceaux
1. Rehashed - 3:19
2. Needleman - 3:21
3. Vulture - 3:23
4. Pain & Panic - 3:29
5. Hunter - 4:05
6. Grotesque - 2:55
7. Salai - 2:35
8. A Rush & Siege - 3:56
9. I Give In - 2:40
10. Ghosting - 3:09
11. With Pitiless Blows - 3:11

### Liste des morceaux du DVD (édition DEluxe uniquement)
1. With Pitiless Blows
2. Hunter
3. Vulture
4. Rehashed
5. Surreal Atrocities